# Mystérieux Week-end
Pour plus de détails, voir Fiche technique et Distribution.
Mystérieux Week-end (titre original : Broadway Bad) est un film américain réalisé par Sidney Lanfield sorti en 1933.

## Synopsis
Une jeune femme, récemment mariée va connaitre à la fois le scandale et la célébrité.

## Fiche technique
- Titre : Mystérieux Week-end
- Titre original : Broadway Bad
- Réalisation : Sidney Lanfield, assisté de Lesley Selander
- Scénario : Maude Fulton, Bradley King (non crédité), Arthur Kober et Bernard Schubert (non crédité) d'après une histoire de William R. Lipman et A. Washington Pezet
- Dialogues : William M. Conselman (non crédité)
- Producteur : Sol M. Wurtzel (non crédité)
- Société de production et de distribution : Fox Film Corporation
- Musique : Hugo Friedhofer et Arthur Lange (non crédités)
- Photographie : George Barnes
- Montage : Paul Weatherwax
- Direction artistique : Gordon Wiles
- Costumes : Earl Luick
- Pays de production :  États-Unis
- Langue : Anglais américain
- Format : Noir et blanc — 35 mm — 1,37:1 — Son : Mono
- Genre : Film dramatique
- Durée : 61 minutes
- Dates de sortie : 
  - États-Unis : 24 février 1933 New York
  - États-Unis : 7 avril 1933 (sortie nationale)

## Distribution
- Joan Blondell : Tony Landers
- Ricardo Cortez : Craig Cutting
- Ginger Rogers : Flip Daly
- Adrienne Ames : Aileen
- Allen Vincent : Bob North
- Francis McDonald : Charley Davis
- Frederick Burton : Robert North, Sr
- Ronnie Cosby : Big Fella
- Donald Crisp : Darrall